# Aphaniosoma hackmani
Aphaniosoma hackmani är en tvåvingeart som beskrevs av Lyneborg 1973. Aphaniosoma hackmani ingår i släktet Aphaniosoma och familjen gulflugor.
Artens utbredningsområde är Spanien. Inga underarter finns listade i Catalogue of Life.